# Canfranc pályaudvar
A Canfranc vasútállomás (spanyolul: Estación Internacional de Canfranc) egykor nemzetközi vasútállomás Canfranc faluban, a spanyol Pireneusokban. Az állomás egyik végét a Somport vasúti alagút zárja, mely egykor a Pireneusok alatt a Pau–Canfranc-vasútvonalat szolgálta ki. Az 1928-ban átadott főépület 240 méter hosszú, 365 ablakkal és 156 ajtóval.

## Története
A pályaudvart eredetileg a Spanyolországot és Franciaországot összekötő fő vasúti vonal csomópontjának és átrakó pályaudvarának szánták és ehhez a funkcióhoz méretezték. Napjainkban[mikor?] két pár egykocsis motorvonatot fogad.
A vonal gyakorlatilag az eltérő nyomtávolságok miatt két részből állt. A francia oldalról Pau felől érkeztek a vonatok, 1500 V egyenárammal villamosított vonalon és 1435 mm nyomtávon, míg Spanyolország felé egy alagutakkal sűrűn megtűzdelt, kanyargós szakaszon juthattak el Zaragozáig, 1668 mm-es nyomtávon. A határállomáson a spanyol vonatokról a franciákra (vagy fordítva) az eltérő nyomtáv miatt át kellett szállni, és közben az útlevél-ellenőrzésen is át kellett esniük az utasoknak.
A canfranc-i pályaudvart hatalmas teherforgalomra is méretezték, ezért a teljes sínhossz az állomáson 27 km volt, ami akkor Európa második legnagyobb pályaudvarává avatta, rögtön Lipcse után. A 250 méter hosszú fogadóépületet Fernando Ramírez de Dampierre tervezte, az építmény mindkét oldalán 156 ajtó található. Az állomást Canfranc településétől nem messze, egy – a hegyek között elterülő – platóra építették, az így létrejött új település a Canfranc-Estacion nevet kapta.

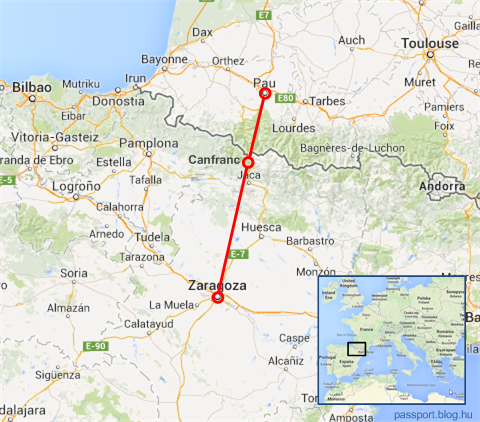
Zaragosa - Canfranc - Palu (egykori) vasúti összeköttetés, ma már Pau irányába lezárásra került

A pályaudvart 1928-ban adták át a forgalomnak. Az utasok száma azonban soha nem érte el a tervezett szintet, a kanyargós és hosszú alagutakkal tűzdelt pályán a vonatok csak lassan tudtak haladni, így az utazási idő nagyon hosszúra nyúlt. Először 1936 és 1940 között zárták le a spanyol polgárháború miatt, majd 1944 és 1948 között a Franco-diktatúra okán (bár a diktatúra Spanyolországban ezután is fennállt, egészen a diktátor 1975-ös haláláig).
A második világháborúban a nácik ezen a pályaudvaron keresztül rakodták át a Spanyolországból és Portugáliából a rabolt aranyért cserébe beszerzett fontosabb alapanyagokat, például volfrámot.
1970-ben a francia l'Estanguet híd összeomlott a vasútvonalon, ezt követően a hidat nem építették újjá és a vonalat Franciaország (Pau) irányába véglegesen lezárták.

## A 21. században

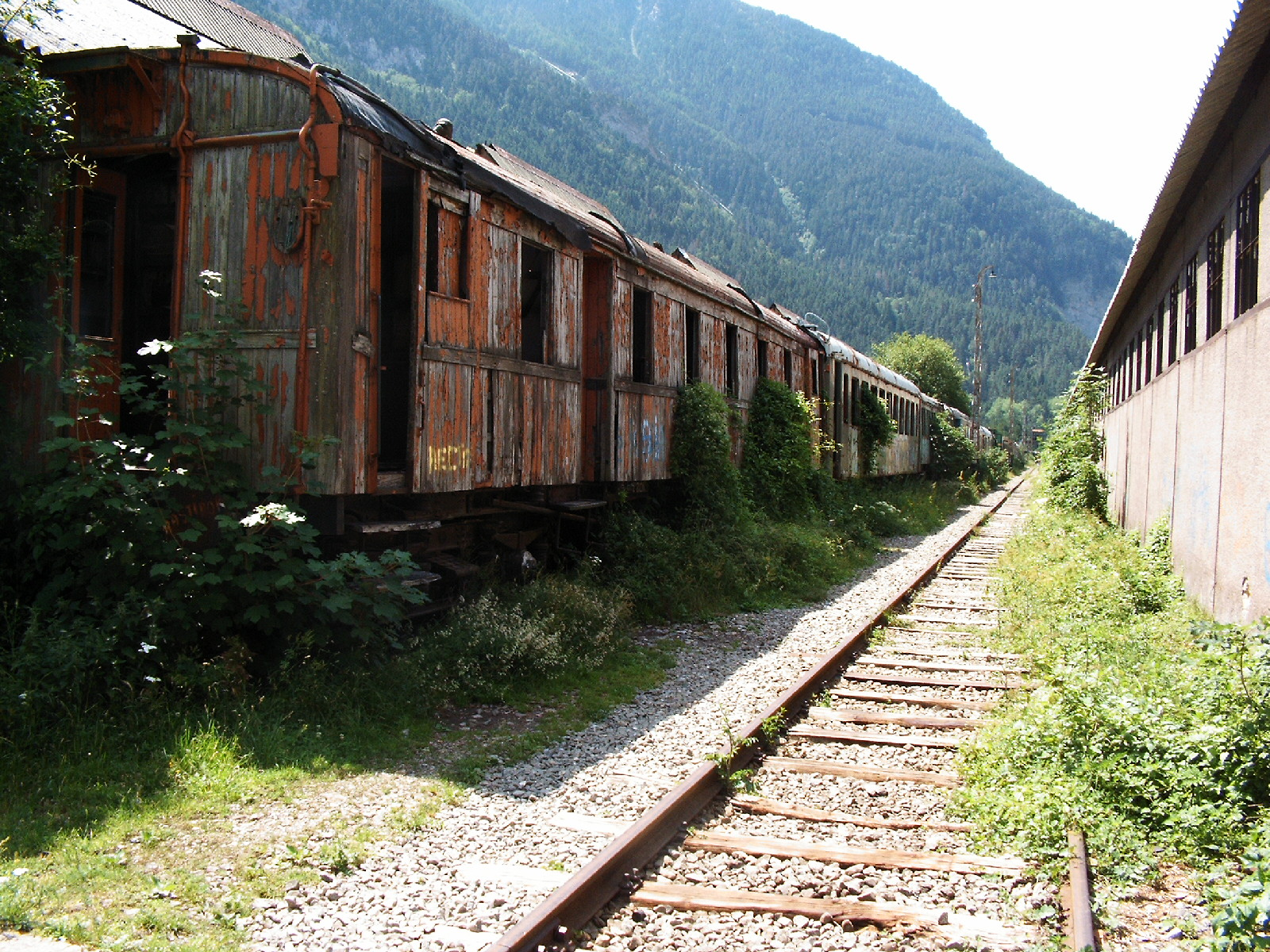
A Canfranc vasútállomás napjainkban

Napjainkban[mikor?] a spanyol Zaragozából naponta két pár motorvonat érkezik a Zaragoza–Canfranc-vasútvonalon a pályaudvarra. A főépületet omlásveszély miatt már régóta lezárták, de előbb az épületet teljesen kifosztották.
A pályaudvart az utóbbi években felállványozták ugyan, de a spanyol válság miatt az érdemi felújítási munkák elmaradtak.
Azért időről időre felröppent a hír, hogy az impozáns épületet felújítják:
Canfranc polgármesterének 2017-es nyilatkozata szerint egy újraépítési programnak köszönhetően az állomás újranyitását tervezték.

## Fordítás
- Ez a szócikk részben vagy egészben  a   Canfranc International railway station című angol Wikipédia-szócikk ezen változatának fordításán alapul.  Az eredeti cikk szerkesztőit annak laptörténete sorolja fel. Ez a jelzés csupán a megfogalmazás eredetét és a szerzői jogokat jelzi, nem szolgál a cikkben szereplő információk forrásmegjelöléseként.